# Aeroportul Regional Mount Pleasant
Aeroportul Regional Mount Pleasant (IATA: LRO, ICAO: KLRO, FAA LID: LRO) este un aeroport din Carolina de Sud, Statele Unite ale Americii ce deservește zona Mount Pleasant⁠(d). A fost numit după zona deservită.
Situat la o altitudine de 4 m, aeroportul dispune de 1 pistă.

## Infrastructură

### Piste
Aeroportul dispune de o singură pistă. Pista 17/35 are suprafața de asfalt și dimensiunile 3.700 picioare × 75 picioare. 